# برنارد إدواردز (لاعب كرة قدم أمريكية)
برنارد إدواردز (بالإنجليزية: Bernard Edwards)‏ هو لاعب كرة قدم أمريكية أمريكي، ولد في 24 فبراير 1969 في فورت مايرز في الولايات المتحدة.

## وصلات خارجية
- برنارد إدواردز على موقع JustSportsStats.com (الإنجليزية)